# Xenophrys pachyproctus
Xenophrys pachyproctus és una espècie d'amfibi que viu a la Xina i, possiblement també, a l'Índia i al Vietnam.